# بوستون، کنتاکی
بوستون، کنتاکی (انگلیسی: Boston, Kentucky) یک حوزه سرشماری  است در شهرستان نلسون، کنتاکی و در ایالات متحده آمریکا قرار دارد. بوستون در امتداد شاهراه I-۶۵ شماره زیپ کد آن ۴۰۱۰۷ است. بوستون خانه کلیسای باپتیست کوه موریا است که در سال ۱۸۰۲ سامان داده شد. کشیش کلیسا از سال ۱۹۲۹–۱۹۳۳ دکتر جیمز ال سالیوان است.